# 奥兰历史

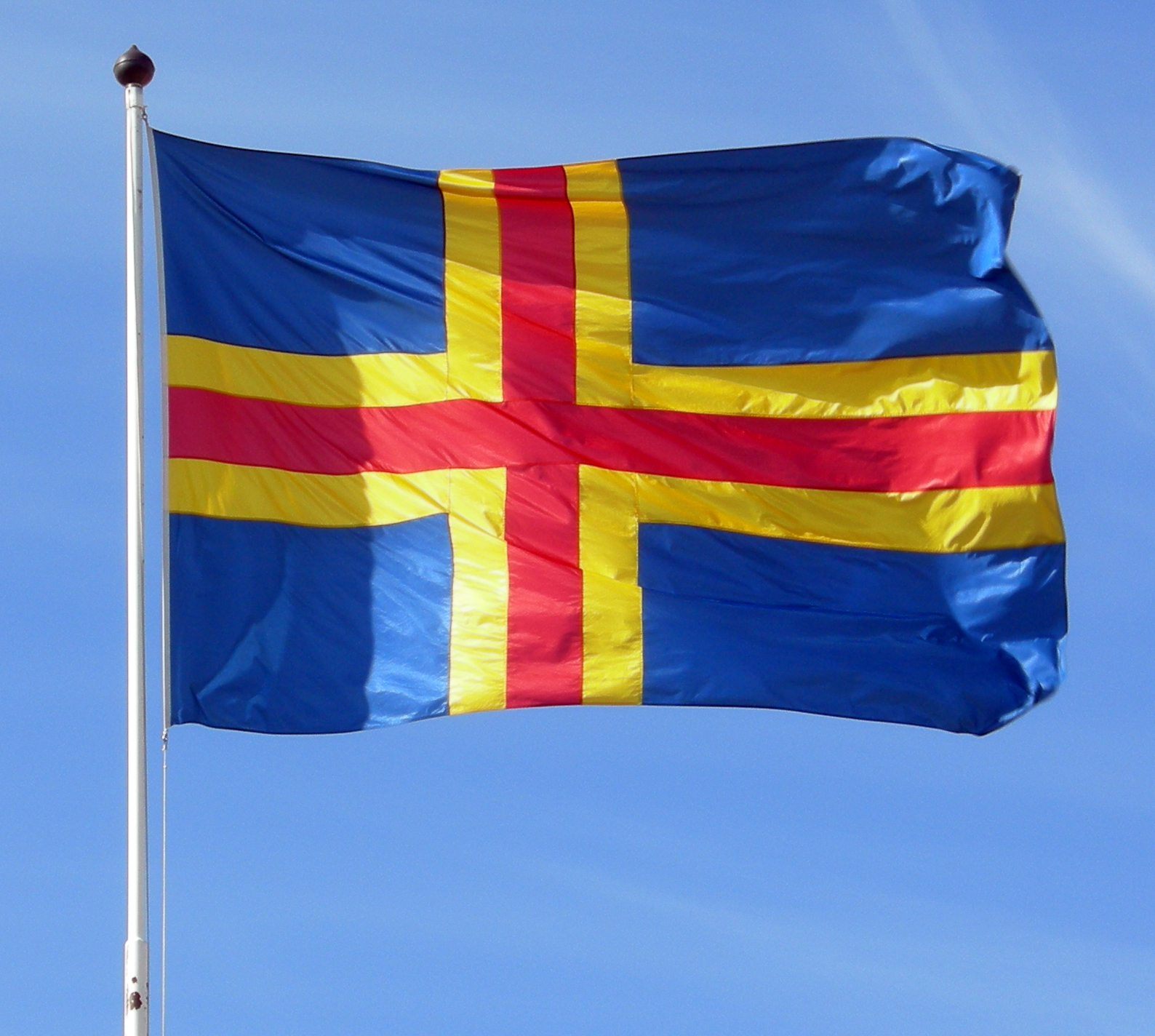
奧蘭旗帜

人類于约公元前4000年的新石器時代首次抵達奧蘭群島。岛上还發現有青銅時代的村莊，以及維京時代的6座丘堡。瑞典自13世紀开始至1809年統治奧蘭，期间卡斯特霍爾姆城堡為多次战斗的焦点。
1809年，俄罗斯帝国佔領奧蘭及芬蘭。1854年，英法聯軍在奧蘭破壞博馬爾松德堡壘。奧蘭群島随后成为非軍事區，直至1906年。1918年，瑞典與德意志帝國聯合入侵奥兰。在芬蘭內戰結束之後，根据奧蘭公約，奧蘭於1921年成为芬蘭的一部分。

## 地質學與史前時代故事

### 舊石器時代
大約公元前18000年前的威瑟利安冰川時期，斯堪的纳维亚被一層厚的冰所覆蓋，直到大約在公元前9000年冰層才開始完全融化。隨著冰層的消退， 大約在公元前8000年，波羅的海水位上升，導致玫瑰群島的最高峰被淹沒。然而，通往奧蘭的陸橋並未形成，直到首批人類乘船而來並越過冰面。
由於冰層融化引發的隆起效應，奧蘭地區每年都在上升數毫米，並使群島的表面略微擴大。

### 新石器時代

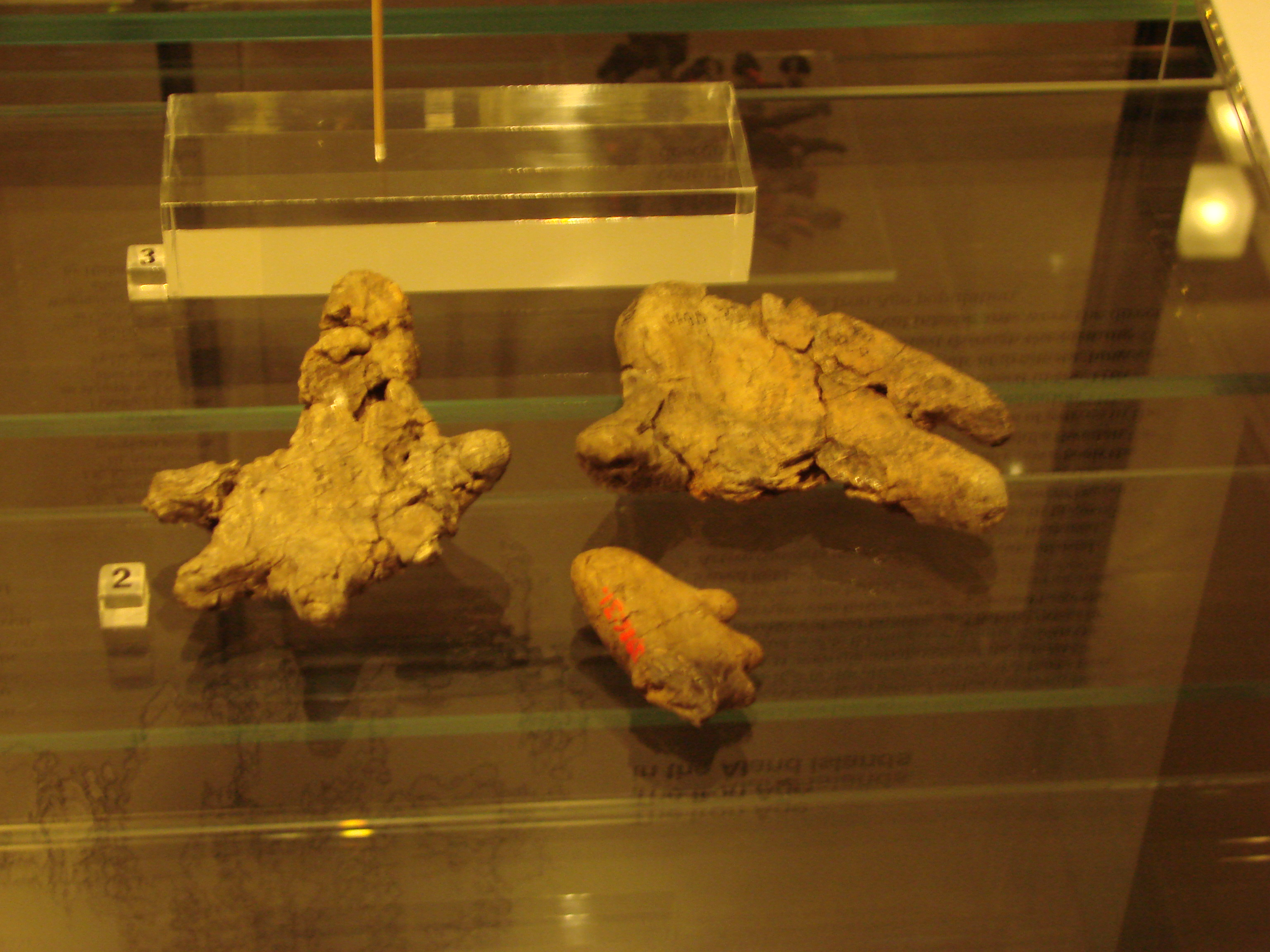
石器時代在奧蘭島嶼的陶土熊掌。

人類遺骸、陶器以及動物骨骼的遺物被發掘，最早可追溯至新石器時代中期（大約在公元前4000年）。這會是最古老的發現，表明彼時人類已經在這些島嶼上居住過。他們的文化屬於斯堪地那維亞，首先有了坑紋器皿文化，後來也加入梳子陶瓷文化。大約在這個時候，最早的原始農業開始出現。

### 青銅時代
在奧蘭群島發現很多青銅時代的村莊。在雪卡尔出土了陶器和動物骨骼。奧蘭群島也發現了來自青銅時代的家畜的痕跡。

## 維京時代
在這段時期奥兰主岛建立了密集的部落。也發現了大型的墓地。此外，還發現了來自西元400年的阿拉伯鑄幣。在奧蘭有6個來自這一時期的丘堡。當時，奧蘭與其他地區有廣泛的貿易往來，最遠可到阿拉伯半岛。基督教的最早跡象可以追溯到中世紀。

## 中世紀
在奧蘭群島，第一座木製教堂被建造。據說奧蘭群島可能曾經被埃里克聖徒所佔領。但其他來源指出奧蘭早已是瑞典的一部分。第一座石製教堂是在1300年代到1400年代期間所建造的。當時卡斯特霍爾姆城堡的施工時間並不確定，但很有可能始於1380年代，1388年首次被提到，許多貴族世家會在奧蘭居住。方濟會在1400年代的雪卡尔哈姆諾建設一處修道院。奧蘭後來加入了卡尔马联盟。

## 瑞典統治
1507年，丹麥海軍軍官索倫諾比佔領卡斯特霍爾姆城堡，從1521-1523年間丹麥及瑞典之間圍繞在卡斯特霍爾姆城堡發生多場戰鬥。1537年古斯塔夫·瓦萨在奧蘭建立皇家城堡郡，他還建立3座大型可以育種農場的莊園。天主教結束之後修道院就被關閉，教堂及修道院被迫將銀器交給國家。
奧蘭群島成爲瑞典帝國的一部分，許多島上的人被徵召參戰。郵政服務給出了一條從斯德哥爾摩到圖爾庫（途中有經過奧蘭）的固定路線。
1665到1668年間在奧蘭發生了卡斯特霍姆女巫審判，超過20名被指控為女巫遭到處刑。奧蘭的第一所學校於1600年代於薩爾特維克所成立。
大北方戰爭期間，有許多奧蘭人向西逃離來襲擊的俄軍。於1720年8月7日奧蘭爆發戰爭的格林加姆之戰同樣也發生在大北方戰爭期間。
拿破崙戰爭期間，俄羅斯於1808年佔領奧蘭。隨後俄羅斯和瑞典簽署《弗雷德里克港和约》，和約中要求芬蘭與奧蘭的領土割讓給俄羅斯。

## 俄羅斯統治

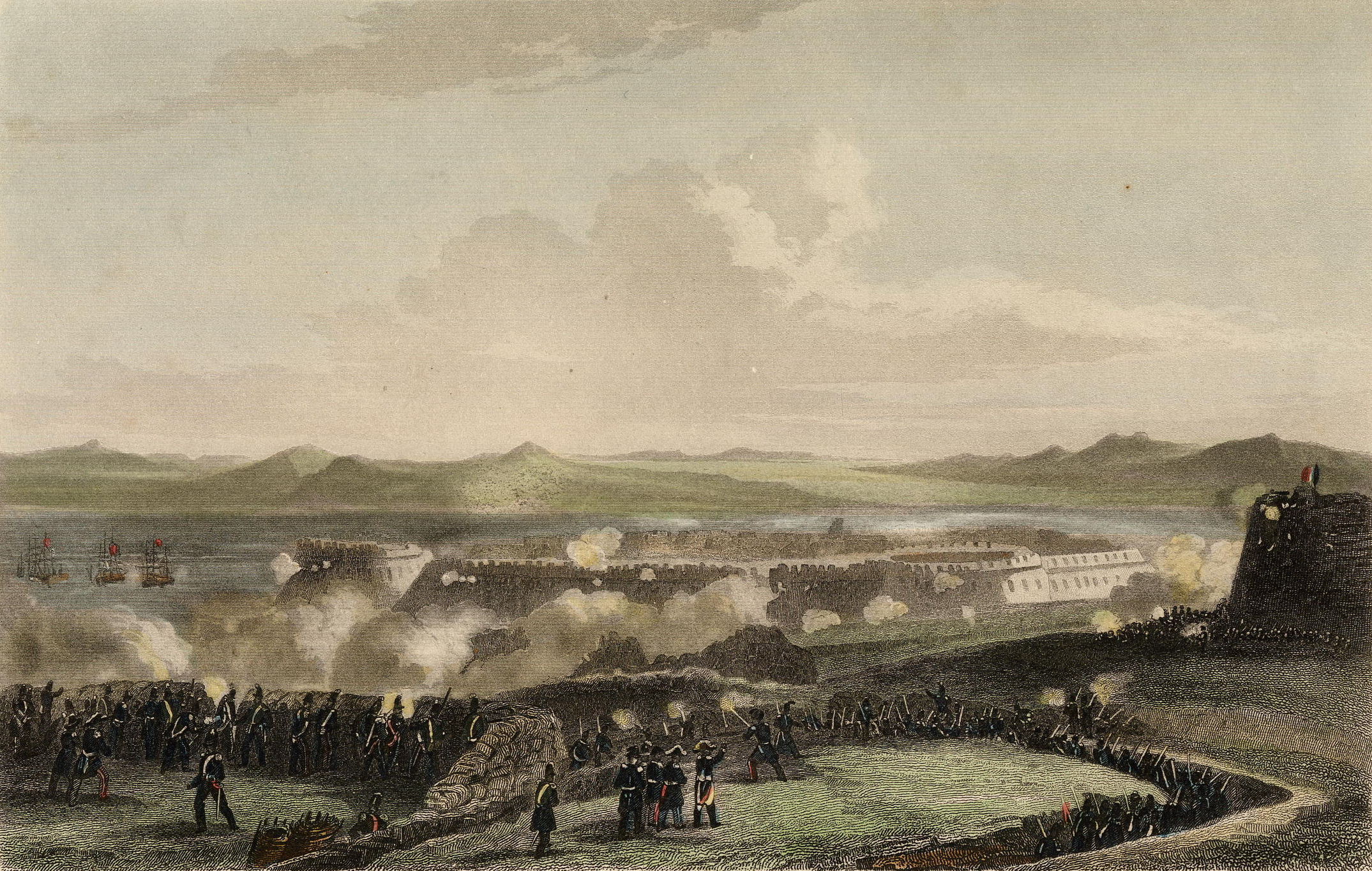
在1854年的奧蘭戰爭期間士兵在戰場的壕溝中博馬爾松德戰役。

1829年博馬爾松德堡壘開始建設。作為克里米亚战争的一部分，1854年英法聯軍入侵奧蘭，攻擊並破壞在博馬爾松德戰役期間所建造的堡壘。英國首相坦普爾大約在20年前對於堡壘表示抗議，但未能奏效。於1856年的巴黎條約表明堡壘被摧毀後禁止建造。
由於大量的蚊子（化學名：Anopheles claviger）肆虐，奧蘭流行瘧疾至少長達150年，尤其在18世紀、1853年和1862年都記錄了嚴重的疫情爆發。
第一次從玛丽港到新考蓬基電報電纜的使用是在1877年。1882年萊姆斯特倫斯運河正式開放船隻通行。瑪麗港於1892年首次安裝電話。1906年俄羅斯就在此島駐軍。其實能審視一下早期的巴黎條約中，俄羅斯以阻止走私武器進入芬蘭為藉口，在島上安置大量海軍及軍事力量。在1907年俄羅斯與德國所簽署的比約克條約就有提到，賦予俄羅斯能自由在島上部署軍事力量的權利。

### 第一次世界大戰
第一次世界大戰爆發，俄羅斯開始在奧蘭群島建設堡壘。堡壘分別部署在薩格、博克、薩利斯、弗雷本比、梅蘭特羅普、孔索、科索、赫羅、斯托克洛布和科卡爾。許多奧蘭島的居民都希望加入瑞典，隨後奧蘭舉行了一次公投，結果顯示有95%的人同意加入瑞典。1917年芬蘭脫離俄羅斯的掌管並宣布獨立，並派遣軍隊接管奧蘭群島。瑞典1918年2月13日派遣部隊至奧蘭。芬蘭白軍拿下博克瑟和薩戈。芬蘭紅軍則於1918年2月17日登陸奧蘭島。白軍與紅軍為戈德比而戰，白軍獲勝。德軍則於1918年2月28日登陸奧蘭群島。

## 兩次世界大戰期間
1918年島民向國際社會懇求與瑞典重新統一，於是1919年3月18日瑞典將這個議題向巴黎和會提出，但是奧蘭群島仍就是芬蘭的一部分。同樣在1919年舉行奧蘭群島地位公投，居民進行了一次非正式的公投，以表達希望融入瑞典的展望。1921年的奧蘭公約重新確立該群島為非軍事化地位。